# Volta a Llombardia 1930
La Volta a Llombardia 1930 fou la 26a edició de la Volta a Llombardia. Aquesta cursa ciclista organitzada per La Gazzetta dello Sport es va disputar el 26 d'octubre de 1930 amb sortida i arribada a Milà després d'un recorregut de 234 km.
La competició fou guanyada per l'italià Michele Mara (Bianchi-Pirelli) per davant dels seus compatriotes Alfredo Binda (Legnano-Pirelli) i Learco Guerra (Maino-Clement).
Domenico Piemontesi és el primer a creuar la línia de meta però és relegat a la quarta posició perquè es va recolzar en Binda i Mara en l'esprint final.

## Classificació general
|   | Ciclista            | Equip           | Temps      |
| - | ------------------- | --------------- | ---------- |
| 1 | Michele Mara        | Bianchi-Pirelli | 7h 40' 00" |
| 2 | Alfredo Binda       | Legnano-Pirelli | m. t.      |
| 3 | Learco Guerra       | Maino-Clement   | m. t.      |
| 4 | Domenico Piemontesi | Bianchi-Pirelli | m. t.      |
| 5 | Gugliemo Marin      | Individual      | m. t.      |
| 6 | Renato Scorticati   | Individual      | m. t.      |
| 7 | Alfredo Bovet       | Bianchi-Pirelli | m. t.      |
| 8 | Augusto Zanzi       | Binda SC-Varese | m. t.      |
| 8 | Antonio Negrini     | Bianchi-Pirelli | m. t.      |
| 8 | Carlo Moretti       | Individual      | m. t.      |